# Belaja ptica s čërnoj otmetinoj
Belaja ptica s čërnoj otmetinoj (in ucraino Білий птах з чорною ознакою?, in russo Белая птица с чёрной отметиной?, trad. L'uccello bianco marcato di nero) è un film del 1971 diretto da Jurij Illjenko.

## Premi
- Gran Premio 1971 al Festival di Mosca